# Eosentomon destitutum
Eosentomon destitutum är en urinsektsart som beskrevs av F. Bonet 1949. Eosentomon destitutum ingår i släktet Eosentomon och familjen trakétrevfotingar. Inga underarter finns listade i Catalogue of Life.